# Masahiro Miyashita
Masahiro Miyashita (宮下 真洋 Miyashita Masahiro?,  nacido el 10 de octubre de 1975 en Hokkaido) es un exfutbolista japonés. Jugaba de centrocampista y su último club fue el Omiya Ardija de Japón.

## Trayectoria

### Clubes
| Club         | País  | Año         |
| ------------ | ----- | ----------- |
| Omiya Ardija | Japón | 1998 - 2001 |